# Coeliccia mingxiensis
Coeliccia mingxiensis là loài chuồn chuồn trong họ Platycnemididae. Loài này được Xu mô tả khoa học đầu tiên năm 2006.